# Francisco Pascual Ramírez de Arellano
Francisco Pascual Ramírez de Arellano (Ayllón, c. 1683 - Palencia, 26 de diciembre de 1743) fue un compositor y maestro de capilla español.
No debe confundirse con Francisco Pascual Sanz, también infante del coro en la Catedral de El Burgo de Osma entre 1775 y 1786. Pascual Sanz permaneció en El Burgo de Osma sustituyendo de forma ocasional a los maestros de capilla en sus ausencias, incluyendo a Hilarión Eslava. Las composiciones de «Francisco Pascual» en El Burgo de Osma deberán atribuirse a este último.

## Vida
Francisco Pascual Ramírez de Arellano nació en Ayllón, en la provincia de Segovia, hacia 1683, en lo que parece era una familia muy pobre. Su formación musical la recibió en la Catedral de El Burgo de Osma, donde ingresó como infante del coro el 6 de mayo de 1703. Resulta curioso que tanto él, como su hermano mayor Antonio y su hermano menor Manuel ingresasen en la Catedral de El Burgo y no en la Catedral de Segovia, que era la que les correspondía por diócesis. Estudiaría con el maestro burgense, Mateo Villavieja, y es posible que también aprendiese con el organista Atanasio Albors y Navarro. Debió ser un alumno aventajado, ya que el 7 de noviembre de 1710 el cabildo notaba que, por «necesitar seguir en compañía de su maestro [...] por hallarse muy próximo para acomodarse en el ministerio de maestro de capilla» se le permitiese permanecer algún tiempo más en el colegio de infantejos.
En 1719 consiguió el magisterio de la Catedral de Astorga, que había quedado vacante al partir el maestro Diego de las Muelas a Santiago de Compostela. Permaneció en el cargo hasta 1723.
En 1723 Joaquín Martínez de la Roca y Bolea, que ocupaba los cargos de maestro de capilla y organista en la Catedral de Palencia, partió para ocupar el magisterio de la Catedral de Toledo, primada de España, uno de los cargos más prestigiosos del país. El cabildo palentino recibió muchas aplicaciones de maestros de capilla para ocupar la vacante, entre las que llegó el 10 de abril la de Pascual, que en ese momento no tenía más que la primera tonsura. Además de Pascual se ofrecieron Blas de Cáseda, maestro de la Catedral de Santo Domingo de la Calzada; Francisco Vidal, maestro de Valladolid; Roque Lázaro, maestro de Alfaro; José Rezábal, maestro de Antequera; y Juan Luengo, «residente en Segovia». Todos enviaron obras como ejemplo de su trabajo y el cabildo solicitó referencias, pero finalmente se decidió por Francisco Pascual que tomó posesión de la ración el 15 de junio. La plaza de organista fue para Antonio Urraiz o Urzaiz, activo en Daroca.
Las noticias que dan las actas capitulares sobre Pascual son las habituales de los maestros de capilla de la época. Participó en numerosos jurados de oposiciones de músicos de la capilla y el cabildo le llamó la atención en alguna ocasión por su descuido en la enseñanza de los infantes.
Más relevancia tuvo la salud del maestro, que ya era delicada desde su época en El Burgo de Osma.A partir de 1732 empeoró considerablemente: el 8 de octubre obtuvo una dispensa de un mes para curarse de unas tercianas y en diciembre se le dispensó por un mes de toda asistencia. Las noticias de su mala salud continuaron en los años siguientes y el maestro faltó con frecuencia a sus obligaciones: «[la] flojedad y poca aplicación [...] resultando el poco ejercicio y adelantamiento que hacen los demás músicos por este motivo y no habiendo quien cuide, por lo mismo, de la enseñanza de los niños de coro.» De forma que en 1736 el cabildo resolvió que si el maestro no tenía las composiciones necesarias dos meses antes de la fecha, se obligara al maestro a comprarlas a otros compositores. En 1737 se acudió a los organistas para conseguir las necesarias composiciones y el conflicto continuó en 1738, cuando se decidió oficialmente pagar a los organistas por las composiciones que realizasen. En 1739 el cabildo decidió perdonar al maestro las multas acumuladas por haber faltado al coro. En 1740, en vista de la falta de salud y vista del maestro, el cabildo finalmente decidió conseguir las composiciones de donde fuese, pagando de la ración del maestro su fuese necesario, excusando al maestro de sus obligaciones. A pesar de ello y la impresión que pudiesen dejar las actas capitulares palentinas, Pascual fue un compositor muy prolífico que dejó más de 400 composiciones en el archivo de la catedral.
Pascual falleció en Palencia el 26 de diciembre de 1743,

[el] jueves 26 de diciembre de 1743, entre 8 y 9 de la noche, fue Dios Nuestro Señor servido de llevarse para sí a don Fernando Pascual, maestro de capilla, racionero titular de esta santa iglesia, a los 60 años de edad y 23 de residencia. Fue sacerdote natural de la villa de Ayllón, bienhechor especial de la fábrica, a quien dejó por heredera. Está sepultado entre el altar del santo Eccehomo y la pila del agua bendita que mira a la puerta principal de la iglesia. Lux perpetua luceat ei. Amen.

## Obra
Se conservan más de 400 composiciones de Pascual en el archivo de la Catedral de Palencia, entre las que se cuentan misas, salmos, lamentaciones, motetes en latín y 95 villancicos, entre ellos, 16 a los Reyes, 128 al Santísimo, 40 a la Virgen, 30 a San Antolín, 26 a varios santos y otros 10 a diversas festividades.
Entre las obras de Pascual se encuentran varias «coplas» que son auténticos gozos, en las que se coloca N. en la letra para que sea sustituida por el nombre del santo correspondiente.